# Claudio Olivieri
Claudio Olivieri (* 28. November 1934 in Rom; † 16. Dezember 2019 in Mailand) war ein italienischer Maler.

## Leben und Werk
Olivieri wurde 1934 in Rom geboren und wuchs in Mantua auf. 1953 zog er nach Mailand und studierte Malerei an der Accademia di Belle Arti di Brera.
Von 1993 bis 2011 war Claudio Olivieri Professor an der Nuova Accademia di Belle Arti in Mailand.
Oliveri war seit den 70er Jahren als Künstler der Stilrichtung Analytische Malerei, auch „geplante Malerei“ oder „Fundamental Painting“ genannt, tätig.

## Ausstellungen (Auswahl)
- 2011: Analytische Malerei–4 Protagonisten aus Italien, Enzo Cacciola, Claudio Olivieri, Pino Pinelli und Gianfranco Zappettini Forum Kunst Rottweil
- 1980: Biennale di Venezia, Venedig
- 1977: documenta 6, Kassel[5]
- 1974: Geplante Malerei Westfälischer Kunstverein, Münster